# ГЕС Bjelland
ГЕС Bjelland — гідроелектростанція в південній частині Норвегії, за чотири десятки кілометрів на північний захід від Крістіансанна. Знаходячись між ГЕС Håverstad (вище по течії, 48 МВт) та ГЕС Kfelfk (32 МВт), входить до складу каскаду на річці Mandalselva, котра тече у південному напрямку між долинами Квіни та Отри (на заході та сході відповідно) до впадіння у Північне море в місті Мандал.
Забір води для роботи станції відбувається з невеликого водосховища Tungefoss, яке має припустиме коливання рівня між позначками 668 та 684 метри НРМ, що забезпечує корисний об'єм у 2,2 млн м3. При цьому вище за течією в складі каскаду працюють і значно більші водойми, наприклад, Navatn.
Від сховища через правобережний масив Mandalselva прокладений дериваційний тунель довжиною 5,8 км, який постачає ресурс до машинного залу. Основне обладнання станції становлять дві турбіни типу Френсіс потужністю по 27,9 МВт. При напорі у 87,5 метра вони забезпечують виробництво 347 млн кВт-год електроенергії на рік.
Відпрацьована вода ще приблизно 1 км транспортується по відвідному тунелю до повернення назад у Mandalselva.